# Bulbophyllum anjozorobeense
Bulbophyllum anjozorobeense är en orkidéart som beskrevs av Jean Marie Bosser. Bulbophyllum anjozorobeense ingår i släktet Bulbophyllum och familjen orkidéer. Inga underarter finns listade i Catalogue of Life.